# Campionato filippino di football americano
Il campionato filippino di football americano è una competizione che riunisce l'élite dei club filippini di football americano dal 2010. L'organizzatore del campionato e delle squadre nazionali è la Federazione Filippina di Football Americano.
Questa competizione si disputa con una stagione regolare con girone all'italiana, seguita dai play-off con una finale.

## Formato
Il campionato attuale si disputa in categoria unica (PAFL).
Il gioco si svolge con le regole della PAFL che si basano sul regolamento della NCAA.
Esistono poi altri tornei: la Metro Manila Clubs Summer League (MMCSL) e la Gridiron Developmental League Philippines (GDP).

## Finali

### ArenaBall Philippines/Philippine Tackle Football League/Philippine American Football League
| Data                       | Finale                 | Vincitore              | Punteggio              | Finalista              |
| -------------------------- | ---------------------- | ---------------------- | ---------------------- | ---------------------- |
| 2010 (13 agosto)           | ArenaBowl I            | Manila Bandits         | ?-?                    | San Juan Juggernauts   |
| 2011 (13 agosto)           | ArenaBowl II           | Manila Bandits         | 14-6                   | San Juan Juggernauts   |
| 2012 (15 settembre)        | ArenaBowl III          | Manila Bandits         | 25-8                   | San Juan Juggernauts   |
| 2013-14 (15 febbraio 2014) | ArenaBowl IV           | Manila Bandits         | 14-6                   | San Juan Juggernauts   |
| 2014-15 (1º febbraio 2015) | ArenaBowl V            | Manila Wolves          | 16-0                   | Manila Bandits         |
| 2015 (13 dicembre)         | Super Bowl I           | Manila Wolves          | 30-12                  | Manila Bandits         |
| 2016-17 (28 gennaio 2017)  | Finale I               | Manila Rough Riders    | 22-20                  | Manila Wolves          |
| 2017 (19 novembre)         | Finale II              | Manila Wolves          | 22-16                  | Manila Cavemen         |
| 2018 (1º dicembre)         | Finale III             | Manila Wolves          | 37-20                  | Manila Cavemen         |
| 2019 (17 novembre)         | Finale IV              | Manila Datu            | 34-29                  | Manila Wolves          |
| 2020                       | Stagione non disputata | Stagione non disputata | Stagione non disputata | Stagione non disputata |

## Squadre per numero di campionati vinti
Le tabelle seguenti mostrano le squadre ordinate per numero di campionati vinti nelle diverse leghe.

### ArenaBall Philippines/Philippine Tackle Football League/Philippine American Football League
|   | Squadra             | Anni                      |
| - | ------------------- | ------------------------- |
| 4 | Manila Wolves       | 2014-15, 2015, 2017, 2018 |
| 4 | Manila Bandits      | 2010, 2011, 2012, 2013-14 |
| 1 | Manila Datu         | 2019                      |
| 1 | Manila Rough Riders | 2016-17                   |